# Tmesibasis larseni
Tmesibasis larseni är en insektsart som beskrevs av Hölzel 1983. Tmesibasis larseni ingår i släktet Tmesibasis och familjen fjärilsländor. Inga underarter finns listade i Catalogue of Life.